# Château de Neuville (Neuvy)
Pour les articles homonymes, voir Château de Neuville.
Le château de Neuville   est un édifice situé à Neuvy, en France.

## Localisation
Le château est situé sur le territoire de la commune de Neuvy, dans le département de l'Allier, en région Auvergne-Rhône-Alpes. 

## Description
Le château de Neuville, dont le bâtiment principal est à un seul niveau et niveau de comble, a été bâti au XIXe siècle dans un style néo-Renaissance avec ses grandes ouvertures à meneaux et son avant-corps à deux niveaux, pris en œuvre dans la façade. Les deux pavillons en retour d'équerre aux angles sont plus anciens et ont été édifiés au XVIIe siècle. Le château abrite un centre de formation professionnelle agricole pour adultes crée en 1973.

## Historique
Le premier seigneur de Neuville est connu en 1466 par le terrier de Bressolles ; en 1503, l'écuyer Jehan de Maignons reconnaît tenir de la duchesse de Bourbon sa maison de Neuville, avec grange, garenne, prés, terres et vignes. En 1579, la seigneurie appartient à Guillaume Ollivier qui épouse en secondes noces Christine de Beaucaire, c'est le frère de celle ci, Rodolphe de Beaucaire, qui lui succède et fait transformer, en 1604, la demeure, en ajoutant les deux pavillons quadrangulaires qui flanquent le bâtiment principal[réf. souhaitée].